# ノルベルト・ヨークル

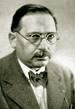

ノルベルト・ヨークル（1877年2月25日-1942年5月頃）はユダヤ人の家系に生まれたオーストリアのアルバニア語学者。「アルバニア語学の父」といわれる。ホロコースト犠牲者。
著作 "Linguistisch-kulturhistorische Untersuchungen aus dem Bereiche des Albanischen" はアルバニア語の語彙の総合的研究であるが、これは「言葉と物 Wörter und Sachen」（言葉、とくに言葉の歴史を、風土・風習・制度・物体など広い意味での「物」との、複雑・密接に絡み合った関連の中で研究していく、言語民俗学的手法）の解明を目指したもので、一つの辞書に類しており、アルバニア語学では古典の一つとなっている。

## 幼・青年期
ヨークルは、南モラヴィア（現在はチェコ共和国に属する）のビーゼンツ(Bisenz)（現ブゼネツ）に、商人の一人息子として生まれた。彼は、高等学校を優等（cum laude）で卒業した後、法学を学ぶためウィーン大学に入学し、1901年6月23日、最優等（summa cum laude）の成績で卒業した。

## その後の教育
ヨークルは、最終的に法律の学習をやめ、言語学にその身を捧げることにした。彼は、印欧語学、スラヴ語学及びラテン語学を専攻し、優等の成績で学位を得た。
1903年秋の終わりから、彼はウィーン大学図書館での研修を開始し、1938年までそこで勤務した。そして、30歳のとき、当時広く研究されていなかった分野であるアルバニア語の研究に積極的に取り組み始めた。

## 経歴
1913年、ヨークルは私講師になった。専門分野は「アルバニア語学、バルト語学及びスラヴ語学に主眼を置いた印欧語学」である。1923年に員外教授（Professor extraordinarius）、そして1937年には宮廷顧問官（Hofrat）に就任した。彼は膨大なアルバニア語に関する論文を執筆し、専門家としてその名を知られるようになった。1933年4月、古生物学者でアルバニア語学者でもあったフランツ・ノプシャ（Ferenc Nopcsa）が秘書を射殺して自らも拳銃自殺するという事件が起こったが、その際、アルバニア語に関する論文をヨークルに遺していった。
アドルフ・ヒトラーがドイツで権力を握って以降、ヨークルの原稿は発表を拒絶され、学会にももはや呼ばれなくなった。1938年5月20日のオーストリア併合に伴い、彼は解雇され、以前の職場への立入りを禁じられることになった。哲学部学部長であるヴィクトール・クリスティアンは、ヨークルが職を失わずにすむよう努力したが、失敗に終わった。その年の終わりに、ヨークルは、学部長の助けを受けて、図書館入館の許可を得るために「第一級混血」と同等の処遇を求める申請を行ったが、当該申請は却下された。
後に印欧語学教授となるゲオルク・ゾルタは、その後4年間にわたりしばしばヨークルの元を訪れ、その研究を進めるとともに、師である彼と個人的な付き合いを保ち続けた。ゾルタによると、ヨークルは一人で禁欲的な生活を送っていた。小間使いが彼の食事の世話をしていたが、2つある部屋は本でいっぱいで、自由な時間のすべては研究に充てられていたという。
ヨークルは、海外に職を求めようとした。しかし、その試みもやはり失敗に終わった。残された最後の希望は、彼のために用意されたアルバニアにおける月給600アルバニア・フランでの司書職だった。フランシスコ会神父でアルバニアの作家でもあるジェルジ・フィシュタは、アルバニアの副執政官であるフランチェスコ・ジャコミーニに宛てた1939年9月23日付の手紙で、イタリアが第三帝国との間に入ってヨークルのアルバニア移転を可能とするため仲介を行なっている。ヨークル自身は、アルバニアへの移住を希望していた。しかし、ジェルジ・フィシュタやパドヴァ大学教授カルロ・タリアヴィーニの尽力、イタリア王国外務大臣であるガレアッツォ・チャーノによるドイツ外務省への要請にもかかわらず、ヨークルのアルバニア移住許可は認められなかった。ヨークルは、移住と併せて彼の蔵書を持ち出すことについての許可を求めていたが、その膨大なコレクションを大学に保管しておくことに非常な関心を持っていたクリスティアン学部長による反対を受けた。ヨークルの蔵書の中には、彼自身のライフワークである研究成果と、グスタフ・マイヤーによるアルバニア語辞書についての手書きの補遺も含まれていた。

## 逮捕と死
1942年3月4日、ヨークルはゲシュタポによって逮捕され、絶滅収容所（Sammellager）へと送られた。ゲオルク・ゾルタは、師を救うため、ウィーンの親衛隊中将でゾルタの同窓であったエルンスト・カルテンブルンナーにヨークルの釈放を求めたが、カルテンブルンナーは　強制送還からヨークルを救うための力はないとしてこれを断った。
ヨークルの死に関しては諸説ある。1942年5月6日、ミンスク近郊のマリィ・トロステネツ絶滅収容所に連行され、殺害されたと発表されているが、他の説によると、ウィーンのロッサウ地区内収容所において虐待が原因で死亡したとされている。また、連行されたリガの収容所で失意のうちに自殺したとする説もある。
ヨークルの逮捕後、彼の以前の雇用主は、ヨークルがアルバニアに行く許可を得られなかった場合、ヨークルの蔵書が大学に送られるよう画策した。しかし、学部長は、ヨークルが強制収容所に送られるよう望んでいた。彼の研究成果を入手することがはるかに容易になるからである。オーストリア国立図書館総責任者のパウル・ハイグルもまた、ヨークルのコレクションの管理人として名乗りをあげた。ヨークル自身はその蔵書をアルバニアに遺贈していたが、1942年4月27日に差し押さえられ、国立図書館に送られることとなった。彼のコレクションには、およそ3000件の文献が存在したと考えられているが、現在残っているのは200件にすぎない。残りの文献とヨークル自身による補遺の行方は不明である。

## 死後
1982年4月29日、ウィーン大学の委員会は、ノルベルト・ヨークルの名を大学講堂の戦没者名簿に記載することを決定した。

## 著作
- "Linguistisch-kulturhistorische Untersuchungen aus dem Bereiche des Albanischen"(Berlin / Leipzig, 1923年)（「アルバニア語の領域からの言語・文化史的研究」） ～ 「印欧語の言語と文化学の研究」（カール・ブルークマン創始）のうちの一冊

## 「言葉と物」の関連項目
- ルドルフ・メリンガー（Rudolf Meringer）
- ヤーコプ・ユート（Jakob Jud）
- フーゴ・シューハルト（Hugo Schuchardt）
- カール・ヤーベルク（Karl Jaberg）